# لیسمور، اسکاتلند
لیسمور (گیلی اسکاتلندی: Lios Mòr، احتمالاً به معنای «محوطه عظیم» یا «باغ») جزیره‌ای واقع در هبریدهای داخلی در اسکاتلند است. اقلیم آن ملایم و مرطوب است و میانگین سالانه بارش آن ۱۶۶ سانتی‌متر (۶۵ اینچ) است. سازه‌های تخریب‌شده بسیاری از جمله یک سنگ‌دژ و دو قلعه باقی‌مانده از قرن سیزدهم میلادی در این جزیره وجود دارند.